# حسینیه کوچک عقدا
حسینیه کوچک عقدا مربوط به دوره قاجار است و در عقدا، مرکز شهر واقع شده و این اثر در تاریخ ۱۱ مرداد ۱۳۸۴ با شمارهٔ ثبت ۱۲۶۵۷ به‌عنوان یکی از آثار ملی ایران به ثبت رسیده است.